# 分田駅
分田駅（ぶんだえき）は、かつて熊本県鹿本郡鹿本町（現・山鹿市）分田にあった山鹿温泉鉄道の駅（廃駅）である。

## 歴史
- 1921年（大正10年）12月1日：鹿本鉄道（後の山鹿温泉鉄道）宮原 - 来民間開業に伴い駅開業。
- 1953年（昭和28年）6月26日：集中豪雨（熊本6.26大水害）により菊池川橋梁が損壊し、不通となる（約1ヵ月後に復旧）。
- 1965年（昭和40年）2月4日：全線廃止に伴い廃駅。

## 駅構造
1面1線のホームを有する地上駅。駅舎はなく、雨よけ用の建物があるだけの簡素な駅だった。

## 駅周辺
- 菊池川 - かつて菊池川には同線の橋梁が架かっていた。
- 分田公園 - 路線廃線後に作られた。

## 現在

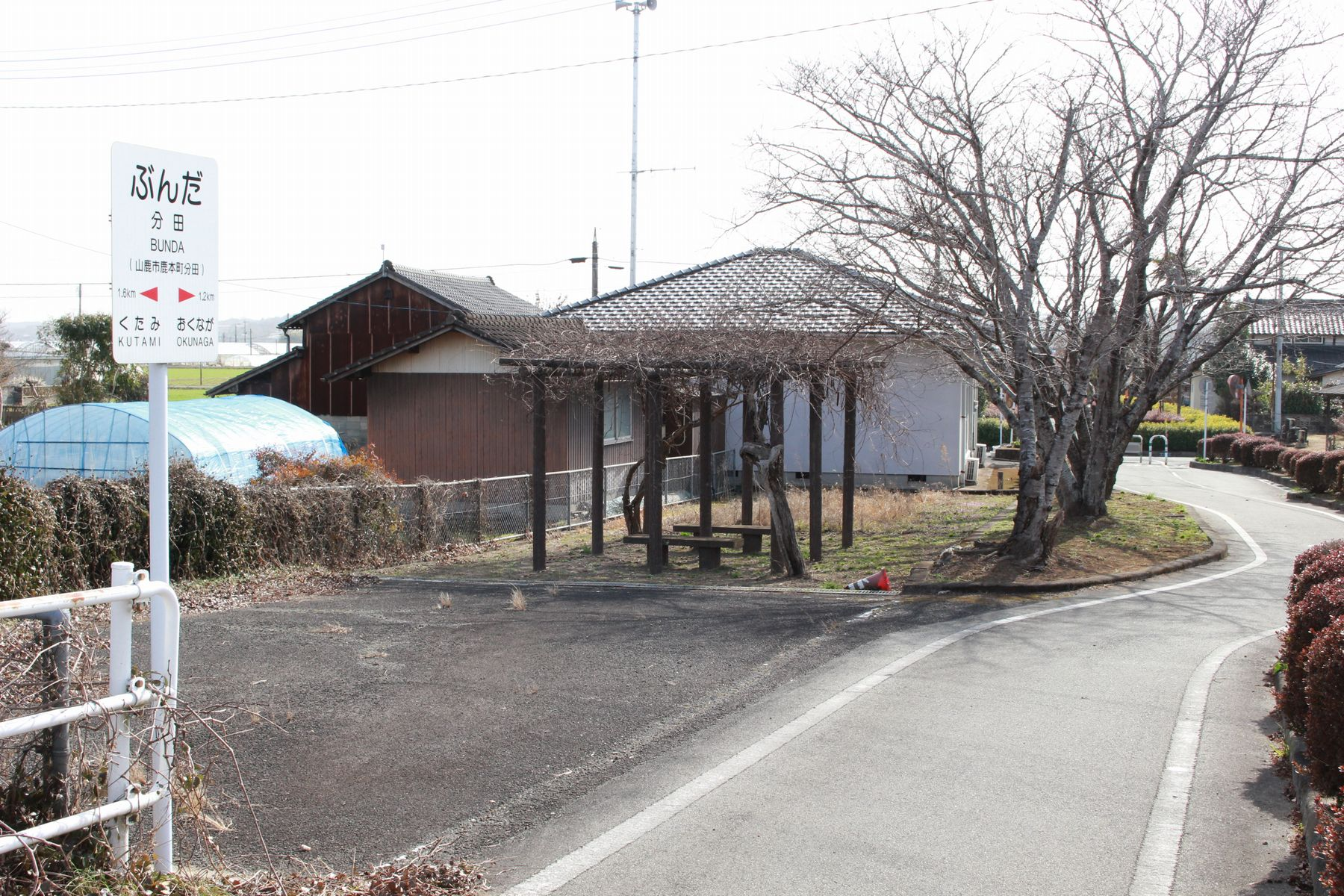
駅跡（2022年3月、熊本県道330号線（ゆうかファミリーロード）の休憩所となっている）

駅自体は小さかったが、駅跡地には駅舎の基盤と考えられる場所が残っており、駅名標を模した看板がある。

## 隣の駅
山鹿温泉鉄道
山鹿温泉鉄道線
奥永駅 - 分田駅 - 来民駅